# Lewis Spratlan
M. Lewis Spratlan Jr. (* 5. September 1940 in Miami, Florida; † 9. Februar 2023 in Mount Laurel, New Jersey) war ein US-amerikanischer Komponist und Hochschullehrer. Im Jahr 2000 erhielt er den Pulitzer Prize of Music.

## Leben und Werk
Lewis Spratlan studierte an der Yale University bei Mel Powell und Gunther Schuller. Nach dem Abschluss (Master 1965) folgten 1966 Kurse am Berkshire Music Center bei George Rochberg und Roger Sessions. Nach einer Phase als Lehrer an der Pennsylvania State University wurde er 1970 Mitglied des Lehrkörpers am Amherst College, wo er später die Peter R. Pouncey Professur für Musik übernahm. 2006 wurde Lewis Spratlan emeritiert.
Neben der Arbeit als Komponist war Spratlan auch als Dirigent und Oboist tätig. Etliche Jahre leitete er das Amherst College-Orchester. Im Herbst 1989 reiste er als Gast der Sowjetischen Komponisten-Union nach Russland und Armenien. Im Jahr 2000 erhielt Spratlan für die Konzertfassung des 2. Akts seiner Oper Life is a Dream nach Pedro Calderón de la Barca den Pulitzer Prize of Music. Die Oper war ein Auftragswerk der New Haven Opera, die jedoch zum Zeitpunkt der Vollendung 1978 bereits aufgelöst worden war, so dass die Premiere ausfallen musste. Zur kompletten Bühnen-Uraufführung kam die Oper erst 2010 an der Santa Fe Opera. Zu Spratlans zahlreichen weiteren Auszeichnungen zählen eine Guggenheim Fellowship (1980/81) und ein Preis der American Academy of Arts and Letters. Spratlan schuf Werke für unterschiedlichste Instrumental- und Vokalbesetzungen, die auf ein breites Spektrum von Stileinflüssen verschiedener Epochen und Kulturen zurückgreifen.
Spratlan starb am 9. Februar 2023 im Alter von 82 Jahren in einem Pflegeheim in Mount Laurel an den Folgen einer Erkrankung an einer idiopathischen Lungenfibrose.